# Гай Корнелий Галликан
Гай Корне́лий Галлика́н (лат. Gaius Cornelius Gallicanus; умер после 98 года, Римская империя) — древнеримский политический деятель из патрицианского рода Корнелиев, консул-суффект 84 года.

## Биография

### Происхождение и гражданская карьера
Галликан принадлежал к патрицианскому роду Корнелиев, а, благодаря одной надписи, обнаруженной в Африке, известно, что у него был брат, Луций Корнелий Сатурнин, легионный ветеран.
В 79/80 году Галликан занимал должность проконсула испанской провинции Бетика. С 80/81 года по 82/83 год он был легатом-пропретором Лугдунской Галлии, а в 84 году Галликан стал консулом-суффектом. Между 98 и 102 годом император Траян определил его на должность куратора алиментационного фонда.
Более имя Гая Корнелия в сохранившихся источниках не фигурирует.

### Семья и потомки
Как следует из той же африканской надписи, Галликан в браке с неизвестной женщиной имел, по крайней мере, сына, в своё время служившего в качестве всадника в «Клавдиевой» але.

## Примечание
1. 1 2  Corpus Inscriptionum Latinarum 8, 15392.